# Urtma
Urtma (ros. Панино) – wieś (sieło) w Rosji, w obwodzie kirowskim, w rejonie jarańskim. W 2010 liczyła 549 mieszkańców.